# 테일러 로트너
테일러 대니얼 라우트너(영어: Taylor Daniel Lautner, 발음; /ˈlaʊtnər/, 1992년 2월 11일~)는 미국의 배우, 성우, 모델, 무술가이다. 어렸을 때, 미시간주 홀랜드 파비아노 가라테 스쿨에서 무술을 하였고, 미국 스포츠 가라테 협회에서 넘버원으로 분류되어 있었다. 로트너는 그 후 연기를 시작하여 《버니 맥 쇼》(2003년), 《마이 와이프 앤 키즈》(2004년)에 출연하였다. 이어 2005년에는 《What's New, Scooby-Doo?》와 《대니 팬텀》에 목소리로도 출연하였고 《열두명의 웬수들 2》, 《샤크보이와 라바걸의 모험 3-D》에도 출연하였다.
로트너는 스테프니 메이어의 소설 《트와일라잇 소설 시리즈》를 바탕으로 한 《트와일라잇 영화 시리즈》에서 제이콥 블랙 역으로 잘 알려져 있다. 로트너는 또한 2011년 액션 영화 《어브덕션》에도 주연을 맡았다.
2000년대 후반, 로트너는 《트와일라잇》의 제이콥 블랙 역을 맡고 보여준 복근을 비롯한 체격과 외모로 인해 틴 아이돌, 섹스 심벌로 자리잡게 된다. 2010년에는 글래머지의 "2010년 가장 섹시한 남성 50인", 피플지의 "가장 놀라운 몸"에 이름을 올린다. 또한 같은 해에 조니 뎁, 레오나르도 디카프리오, 애덤 샌들러에 이어 할리우드 스타 소득 순위 4위에도 순위를 올렸으며, 수입이 제일 많은 십대 배우에도 선정되었다.

## 어린 시절
로트너는 1992년 2월 11일 미시간주, 그랜드래피즈에서 어머니 데버라와 아버지 대니얼 로트너 사이에서 태어났다. 어머니는 소프트웨어 개발 회사의 직원이며, 아버지는 미드웨스트 항공의 조종사이다. 또한 마케나라는 여동생이 있으며, 로마 가톨릭 교회 집안이다. 로트너는 독일, 프랑스, 네덜란드의 가계이며, 어머니로부터는 미국 원주민 중 특히 포타와토미족과 오타와족의 피를 물려받았다. 로트너는 그랜드래피즈의 교외 지역인 허드슨빌에서 자랐으며, 제임스타운 초등학교에 다녔다.
로트너는 6살에 가라테 수업을 처음 들었다. 그 다음해에는 스승인 마이클 차투런타붓을 만나 켄터키주의 루이빌에서 열린 내셔널 가라테 토너먼트에 참여하였다. 또한 캘리포니아 대학교 로스앤젤레스에서 열린 무술 캠프에도 참여하였다. 로트너는 차투런타붓에게 몇년간 훈련을 받았으며, 8살에는 검은띠를 획득하였다. 또한 세계 가라테 협회 선수권 대회에서 미국 대표로 나가 우승하는 등 여러 대회에 출전하며 우승을 하기 시작하였다.
차투런타붓은 《구급전대 고고파이브》에서 블루 레인저 역할을 맡고 있었고, 로트너에게 연기를 해보라고 제안을 하였다. 로트너는 몇년 동안 LA 버거킹 광고 오디션을 시작으로 미시간주에서 캘리포니아주의 로스앤젤레스까지 이동하며 여러 오디션을 보러 다녔고, 종종 학교 때문에 미시간주로 돌아왔다. 매번 이렇게 이동하는 것이 피곤하다고 판단되어 로트너와 가족은 2002년 캘리포니아 주의 샌타클라리타로 이사하였다.
로트너는 샌타클라리타에 위치한 리오노테 중학교, 발렌시아 고등학교를 다녔다. 중학교에서는 "베스트 스마일" 상을 받았고, 학교의 터키 볼 미식축구 경기에 참여하기도 하였다. 로트너는 가라테와 연기를 병행하였다. 학교에서는 미식축구 팀에 속해있었고, Hart Baseball이라는 야구 프로그램에 참가하기도 하였다. 또한, 재즈 및 힙합 댄스도 추기 시작하였고, 재즈 댄스팀인 Hot Shots과 힙합 댄스팀인 LA Hip Kids의 일원이기도 하였다.

## 경력

### 2001~07: 초기 활동
로트너는 로스앤젤레스로 이동한 후 몇개월 동안 텔레비전 및 영화에서 작은 역할을 맡고 광고에도 출연하였다. 2001년, 로트너는 텔레비전 영화 《프리맨》에 출연하였고, 《러그래츠 3: 무인도 대모험》의 광고에서 목소리로 출연하였다. 또한 《버니 맥 쇼》, 《마이 와이프 앤 키즈》, 《썸머랜드》에서 작은 역할로 출연하였다. 《What's New, Scooby-Doo?》와 《대니 팬텀》에서는 목소리로도 출연하였다. 2005년에는 코미디 영화 《열두명의 웬수들 2》에도 작은 역할로 출연하였다. 같은 해에 같은 고등학교를 재학 중인 테일러 둘리와 함께 《샤크보이와 라바걸의 모험 3-D》에서 처음으로 주연을 맡았다. 로트너는 이 영화에서 모든 무술 장면을 직접 연기 하였으며, 이 영화를 촬영하기 위해 오스틴에 3개월 동안 머물렀다. 영화는 부정적인 평을 받았고, 국제적으로는 크게 흥행하지는 않았다. 로트너는 이 영화로 27회 젊은 예술가상에 후보로 올랐으나 상을 받지는 못했다. 로트너는 이 영화에서 사운드트랙 Dream Dream Dream Dream을 직접 불렀으며, 사운드트랙 음반에도 수록이 되었다. 몇개월 후, 로트너는 《열두명의 웬수들 2》에 출연하였고, 영화는 로튼 토마토에서 "2000년대 최악의 영화"로 평가받았다.
캐나다에서 촬영을 마치고 돌아온 후에는 샤크보이와 라바걸에 의한 명성을 실감하였다. 2008년 텔레비전 쇼 《Love, Inc.》와 텔레비전 스페셜 《He's a Bully, Charlie Brown》에 출연하였다. 같은 해 NBC의 드라마 《마이 온 워스트 에너미》에 크리스천 슬레이터가 맡은 헨리 스파이비의 아들 잭 스파이비 역할로 출연하였다. 롤링 스톤은 테일러의 초기 역할들은 "로트너를 인기있는 아이, 운동을 좋아하는 아이 또는 골목 대장"으로 만들었다고 한다.

### 2008~09: 트와일라잇
2007년, 영화 제작자들은 《트와일라잇 영화 시리즈》의 첫 번째 작품인 《트와일라잇》에서 벨라 스완의 원주민 친구 제이콥 블랙을 맡을 배우를 찾고 있었다. 2008년 1월, 포틀랜드에서 오디션이 열렸고, 로트너는 《트와일라잇》에 대해 전혀 몰랐지만 기획사에 의해 오디션을 보게 되었다. 오디션에서 이미 벨라 역으로 캐스팅된 크리스틴 스튜어트와 대사를 읽었고 그들은 《뉴문》, 《이클립스》의 장면들을 연기하였다. 결과는 제이콥 블랙 역으로 캐스팅되었고, 영화는 2008년에 개봉하였다. 영화는 성공적이였고, 첫 주에 6천 9백만달러를 벌었으며, 전세계로는 3억 9천 2백만달러의 수입을 냈다. 로튼 토마토에서는 10점 중 5.5점을 획득하였고, 메타크리틱에서도 평균적인 평을 받았다. 2009년 MTV 무비 어워드에서 로트너는 《트와일라잇》에 같이 출연한 로버트 패틴슨과 남우신인상에 후보로 올랐으나, 패틴슨이 수상하였다.

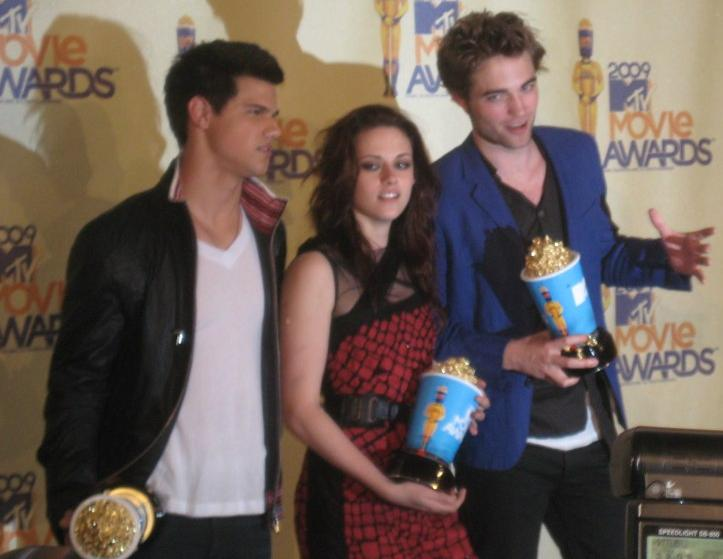
220px왼쪽부터 로트너, 크리스틴 스튜어트, 로버트 패틴슨 (2009년 MTV 무비 어워드)

처음에 크리스 웨이츠 감독은 《트와일라잇》 속편인 《뉴문》에 로트너를 다시 캐스팅하였고, 소설 《트와일라잇》과 《뉴문》 두 소설 사이에서 발생하는 제이콥 블랙의 주요 신체적 변화로 인해 배우가 정확히 묘사된다고 하였다. 제이콥은 소설 속에서 신체적으로 능력이 향상되며, 늑대인간이 된다. 또한, 벨라에게 사랑에 빠진다. 영화에서는 제이콥은 주연의 역할로 투입되어야 했다. 웨이츠의 대변인은 "주목받는 영화"가 되기 위해서는 새로 캐스팅을 해야한다고 했으며, MTV 뉴스에서는 마이클 코폰이 제이콥 역할로 캐스팅되었다고 하였다. 하지만, 서밋 엔터테인먼트는 아직 결정하지 않았다고 발표하였다. 로트너는 그대로 캐스팅 되기 위하여 체중 운동을 했고, 30파운드의 근육을 키웠다. 2009년 1월, 웨이츠와 서밋 엔터테인먼트는 로트너를 《트와일라잇》 속편에 로트너를 그대로 캐스팅한다고 발표하였다. 그 후 《뉴문》은 개봉하였다. 인터뷰에서, 크리스틴 스튜어트는 로트너에 대해서 "로트너는 몸매가 완전히 달라졌다."라고 언급하였다. 또 그녀는 나중에 로트너에 대해서 "로트너는 주목을 많이 받고 있고, 영화가 끝나면 사람들은 로트너가 유명해지는 것 때문에 배우라는 직업을 하지 않은 거라고 깨달을 것이다."라고 말하였다. 로버트 패틴슨은 로트너의 몸을 보고 "예수님, 저 영화에서 잘리겠어요."라고 생각했다고 한다. The Wrap과의 인터뷰에서 웨이츠는 영화 흥행에 대해 로트너의 역할이 컸다며, "영화를 보면, 로버트 패틴슨이 큰 역할로 나오지 않기 때문에 그것은 프랜차이즈에서 약한 부분이다."라고 하였다. 이어 "그가 제이콥 블랙이라는 캐릭터에 대해 잘 알지 못했다면, 영화는 크게 히트하지 않았을 것이다."라고 언급하였다. 미국과 캐나다에서는 새로운 흥행 성적 기록을 만들었다. 첫 주 성적으로 《뉴문》은 142,839,137달러의 흥행 수입으로 미국과 캐나다에서 3번째로 높다. 또한 274,900,000달러의 전세계적인 첫 주 흥행 성적으로, 여섯번째로 높은 성적을 가지고 있다. 로튼 토마토에서는 10점 중 4.6점을 받았다. 로트너는 35회 피플즈 초이스 어워드에서 신인상을 수상하였다.
《트와일라잇》과 《뉴문》의 개봉으로 인해 로트너, 스튜어트, 패틴슨은 틴 아이돌이 되었고, 특히 로트너는 근육질의 몸매 덕분에 섹스 심볼이 되었다. 셋은 같이 텔레비전에 많이 출연하였다. 2010년에 개봉한 《발렌타인 데이》에서는 윌리 해린턴 역할로 앙상블 캐스팅되었다. 영화에서는 테일러 스위프트랑 같이 연기하였으며, 로트너와 스위프트는 2010년 MTV 무비 어워드에 최고의 키스상에 후보로 올랐으나 수상하지는 못했다. 영화는 일반적으로 부정적인 평을 받았지만, 영화는 2억천3백만달러의 수입을 냈으며, 미국에서 로맨틱 코미디 영화로는 두 번째로 오프닝 성적이 좋다. 로트너는 2008년 발매된 캐시 톰슨의 노래 Caught Up In You의 뮤직비디오에도 출연하였다. 또한, 2009년 MTV 비디오 뮤직 어워드와 제82회 아카데미상에 참석하였다. 또한 2009년 12월 12일 《새러데이 나잇 라이브》를 진행하였으며, 쇼의 역사중 가장 어린 유명인이 진행한 사람 중 한명이 되었다.

### 2010~현재: 트와일라잇과 다른 프로젝트
로트너는 트와일라잇 시리즈의 세 번째 영화 《이클립스》에도 제이콥 블랙 역할로 출연하였다. 《뉴문》보다 흥행 성적은 좋았으며, 미국과 캐나다의 역대 로맨틱 판타지, 늑대인간 및 뱀파이어 영화 중 높은 수익률을 보였다. 미국과 캐나다에서는 36번째로 가장 좋은 흥행 성적을 냈으며, 로트너와 영화의 배우들은 계속해서 인기를 누렸다. 로트너의 팬은 이전보다 더 많아지기 시작하였다. 로트너는 2010년 스크림 어워드에서 최고의 판타지 배우상을 수상하였으며, 37회 피플즈 초이스 어워드에서도 영화남우상을 수상하였다. 2010년 10월 할리우드 리포터는 로트너를 "A급 리스트 배우"라고 칭하였다.
로트너는 《노던 라이츠 》라는 영화와 맥스 스틸을 원작으로 하는 영화에 출연할 것을 제안받았으나, 스케줄 문제로 하차하였다. 다른 계획된 프로젝트로는 스트레치 암스트롱에 대한 스릴러 영화  Cancun이 있다. 로트너는 《어브덕션》이라는 액션 영화를 릴리 콜린스와 함께 찍었으며 2011년 9월 개봉하였다. 또한 트와일라잇의 마지막 영화 《브레이킹 던 - 1부》와 《브레이킹 던 - 2부》가 2011년과 2012년에 걸쳐 개봉하였다.
로트너는 2010년 할리우드에서 가장 수입이 많은 10대 배우로 여겨지고 있다.

## 이미지

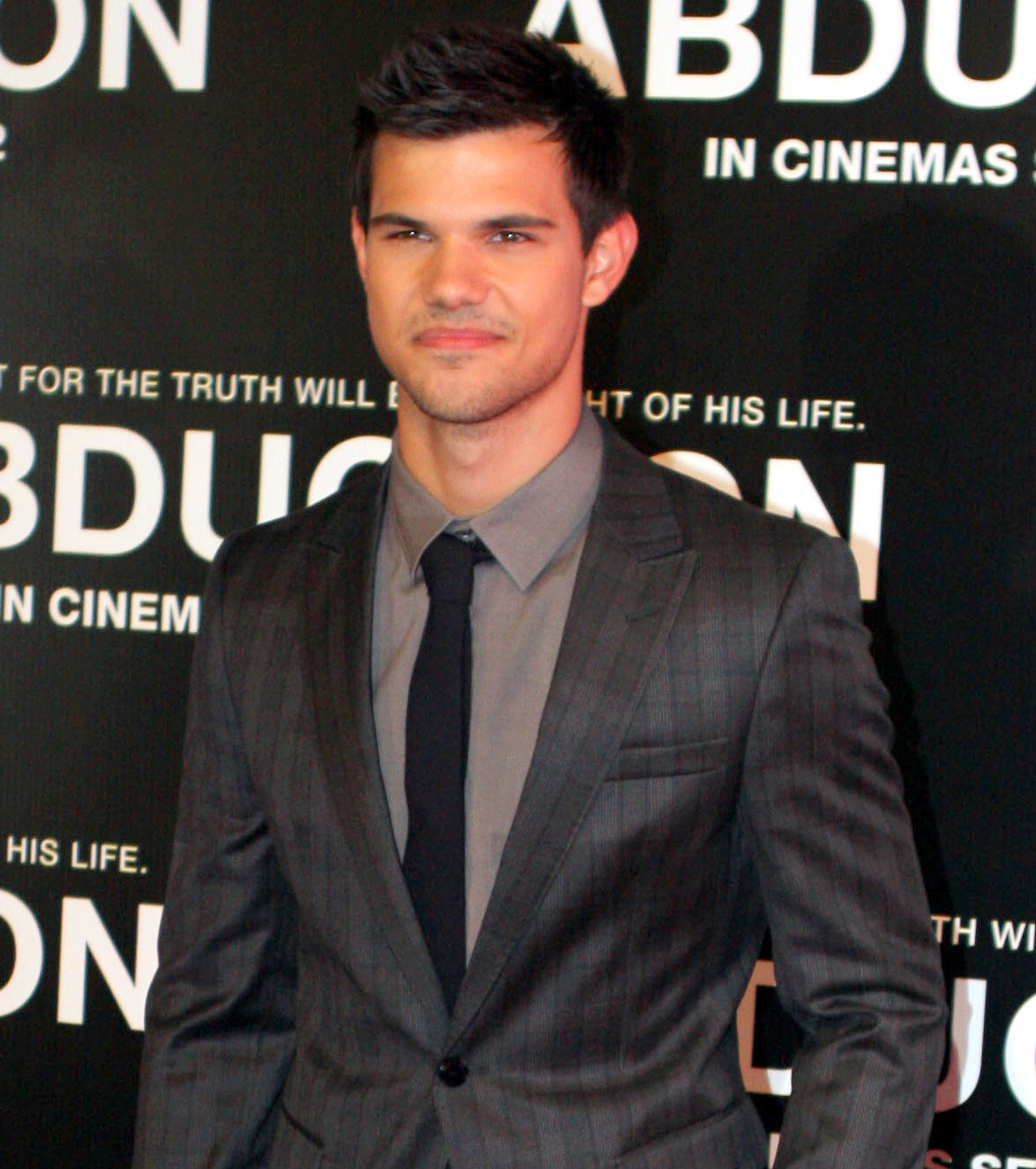
《어브덕션》시사회 (2011년)

GQ, 롤링 스톤, 피플지와 같은 많은 출판물들은 로트너를 섹스 심벌이며 대중문화의 미래 본보기라고 언급한다. 또한, 로트너는 《트와일라잇》에 같이 출연한 크리스틴 스튜어트, 로버트 패틴슨과 함께 십대들의 워너비, 우상으로 평가되고 있다. 로트너는 소녀들에겐 강력하며, 소년들에겐 깊은 인상을 주는 새로운 젊은 성인 배우라고 불린다. GQ의 미키 랩킨에 의하면 로트너의 몸매는 메건 폭스와 비교된다고 하였다. 로트너는 트와일라잇을 계속 촬영하기 위해 매일 운동을 하고 근육량을 늘렸다. MSN 원더월의 미셸 랜즈는 로트너의 이러한 변화가 그의 경력에 도움이 되었다고 하였다. 몇몇 비평가들은 로트너의 신체적 특성이 《트와일라잇》의 성공과 어느정도 관련이 있다고 한다. 샤론 왁스먼은 테일러가 십대의 우상으로, 《뉴문》이 확실히 흥행할 수 있었다고 하였다. 로트너의 복근은 미디어에서 주목을 받았고, 랩은 "젊은 배우들이 거금을 들어서라도 복근을 만드려고 한다."라고 하였다. GQ의 미키 랩킨은 "로트너의 복근이 뉴문의 영화 마케팅을 해결하였다."라고 하였다. 또한 액세스 할리우드가 선정한 "최고의 할리우드 복근 5"에 이름을 올렸다.
로트너가 18살, 즉 성인이 되기 전 성적 매력이 있는 이미지에 대해 종종 비평을 받았고, 논쟁의 대상이 되었다. 2009년 12월, 로트너는 젖은 티셔츠를 입은 사진이 롤링 스톤 커버에 장식하였고, E! 온라인의 제니퍼 케이디는 "로트너는 몇개월을 더 기다려 나이를 먹어야 한다. 그래야 합법적으로 가능하다."라고 하였다. 한때 롤링 스톤과 같은 잡지에서는 로트너가 동성애자라고 기사를 실었다. 애프터앨턴의 칼럼니스트 브렌트 허팅거는 잡지를 향해 비난하였으며, "로트너는 단지 17세의 아이"라고 하였으며 그 근거없는 루머가 블로그와 팬들에게 퍼졌고, 정당한 매체가 가십을 만드는 것에 대해 실망하였다. 허팅거는 "어린이와 어른 사이의 라인은 있어야 하지 않겠냐"라며 계속해서 비난하였다. 계속해서 동성애자설이 나오자, 로트너는 GQ와의 인터뷰에서 "그들은 좋은 사람들이고 함께 어울리면 즐겁지만 나 자신은 게이가 아니다."라고 밝힌 바 있으며, 퍼레이드지와의 인터뷰에서는 동성애 관련 루머로 인해 "인터넷에 있는 나에 관한 이야기들을 접하지 않으려 노력한다."고도 밝혔다.
로트너는 단지 자신의 외모로 유명해지는 것은 싫다라고 명시하고 있으며, 그의 연기 능력이 자신의 인기의 결과로 보지 않는다고 한다. 인터뷰에서 영화 《발렌타인 데이》의 웃옷을 벗는 장면처럼 실제로 그런건 없다고 한다. 로트너는 "대본에서는 학교로 들어갈때 윌리가 셔츠를 벗어요. 그럼 나는 워, 워, 워, 그건 아니에요. 라고 해요. 누가 학교로 들어갈때 옷을 벗어요? 아니죠. 뉴문에서 셔츠를 벗은 건 소설에서도 그랬으니까 벗은거에요."라고 말하였다. 로라 잉그레엄의 〈오바마 다이어리〉에서 로트너는 셔츠 없는 털복숭이 토끼로 풍자되어 있다. 2010년 로트너는 글래머지의 "2010년 가장 섹시한 남성 50인"에 2위로 선정되었다. 또한 같은해에, 피플지가 선정한 "가장 놀라운 몸" 4위에도 선정되었으며, 멘즈 헬스에서는 "베스트 여름 몸매"에서 3위를, E! 온라인에서는 "2010년 하티스트 맨"에도 2위로 선정되었다. GQ에서는 "올해의 남성"에도 선정되었다.
로트너의 근육질 몸매는 로트너의 매력으로 자리잡았으며, 몸매를 비롯하여 미소 또한 하나의 매력으로 평가받고 있다. 또한, 《트와일라잇》의 여파로 강인한 "늑대남", "늑대인간", "늑대소년", "제이콥 블랙"의 이미지도 있는 편이다. 대한민국의 언론에서는 "짐승남"이라고 칭하는 경우가 많다.

## 사생활
로트너는 운동과 무술을 정기적으로 계속하며, 《뉴문》 촬영 이후의 몸매 유지를 위한 독특한 식습관이 있다. 또한, 약물과 알코올을 전혀 하지 않는다.
로트너는 부모님, 여동생과 함께 파파라치가 적은 캘리포니아주, 발렌시아에 거주하고 있다. "나는 가정 생활이 바뀌지 않는 것을 좋아한다. 집에가면 난 여전히 쓰레기 치우는 일과 잔디 정리를 한다."며 전혀 이동할 계획이 없다고 한다. 2008년에는 운전면허증을 취득하였으며, BMW 5 시리즈를 소유하고 있다. 록시(Roxy)라는 이름의 말티즈도 키우고 있는 중이다. 로트너는 야구, 농구 등 대부분의 스포츠를 좋아하며, 재능이 있다. 미식축구 또한 학교 시절 선수로도 활약하였으며 좋아하는 스포츠 중 하나로, 제일 좋아하는 팀은 미시간 울버린스라고 한다.
《트와일라잇》 영화의 성공과 배우 활동으로 학교는 빠지기 일쑤였고, 2008년 캘리포니아 고교 능력 시험을 치르고 졸업을 빨리하였다. 《레이트 쇼 위드 데이비드 레터맨》에서 만약 배우를 하지 않았다면 학교를 다니고 있었을 거라고 한다. 현재 로트너는 지역 사회 대학교에서 온라인 수업을 듣는다.
2009년, 로트너는 테일러 스위프트와 사귀었으나, 지금은 결별한 상태이다. 또한 《어브덕션》을 같이 찍은 릴리 콜린스와는 촬영 전부터 교제를 하고 있었으나, 결국 결별하였다. 《트와일라잇》을 같이 찍은 에디 가테지, 크리스틴 스튜어트, 로버트 패틴슨과는 매우 친한사이라고 한다.

## 출연 작품

### 영화
| 연도 | 제목                         | 역할          | 비고                 |
| ---- | ---------------------------- | ------------- | -------------------- |
| 2001 | 프리맨                       | 어린 키스멧   |                      |
| 2005 | 샤크보이와 라바걸의 모험 3-D | 샤크보이      |                      |
| 2005 | 열두명의 웬수들 2            | 엘리엇 머토   |                      |
| 2008 | 트와일라잇                   | 제이콥 블랙   |                      |
| 2009 | 뉴문                         | 제이콥 블랙   |                      |
| 2010 | 발렌타인 데이                | 윌리 해린턴   | 앙상블 캐스트의 일부 |
| 2010 | 이클립스                     | 제이콥 블랙   |                      |
| 2011 | 어브덕션                     | 네이선        |                      |
| 2011 | 브레이킹 던 - 1부            | 제이콥 블랙   |                      |
| 2012 | 브레이킹 던 - 2부            | 제이콥 블랙   |                      |
| 2013 | Grown Ups 2                  |               | 제작중               |
| 2016 | 런 더 타이드                 |               |                      |
| 2022 | 홈 팀                        | 트로이 램버트 | 넷플릭스 영화        |

### 텔레비전
| 연도 | 날짜                 | 제목                            | 역할                   | 비고                                                                          |
| ---- | -------------------- | ------------------------------- | ---------------------- | ----------------------------------------------------------------------------- |
| 2003 | 2월 5일              | 버니 맥 쇼                      | 에런                   | 시즌2 제11화 "Bernie Mac Rope-a-Dope"                                         |
| 2004 |                      | The Nick & Jessica Variety Hour | Mouseketeer            |                                                                               |
| 2004 | 7월 6일              | 썸머랜드                        | 해변의 소년            | 시즌1 제7화 "To Thine Self Be True"                                           |
| 2004 | 9월 5일              | 마이 와이프 앤 키즈             | 타이론                 | 시즌5 제4화 "Class Reunion"                                                   |
| 2004 | 9월 22일             | 버니 맥 쇼                      |                        | 시즌4 제3화 "Being Bernie Mac"                                                |
| 2005 | 3월 12일             | What's New, Scooby-Doo?         | 데니스                 | 시즌3 제7화 "A Terrifying Round with a Menacing Metallic Clown" (목소리 출연) |
| 2005 | 3월 17일             | What's New, Scooby-Doo?         | 네드                   | 시즌3 제8화 "Camp Comeoniwannascareya" (목소리 출연)                          |
| 2005 | 7월 22일             | 대니 팬텀                       | Youngblood             | 시즌2 제3화 "Pirate Radio" (목소리 출연)                                      |
| 2005 | 9월 16일             | 대니 팬텀                       | Youngblood             | 시즌2 제5화 "The Fenton Menace" (목소리 출연)                                 |
| 2005 | 10월 7일             | 덕 다저스                       | Reggie Wasserstein     | 시즌3 제9화 "Good Duck Hunting/Consumption Overruled" (목소리 출연)           |
| 2005 | 10월 14일            | 덕 다저스                       | Terrible Obnoxious Boy | 시즌3 제10화 "A Lame Duck Mind" (목소리 출연)                                 |
| 2005 | 12월 6일             | 대니 팬텀                       | Youngblood             | 시즌2 제9화 "The Fright Before Christmas" (목소리 출연)                       |
| 2006 | 1월 19일             | Love, Inc.                      | 올리버                 | 시즌1 제12화 "Arrested Development"                                           |
| 2006 |                      | He's a Bully, Charlie Brown     | Bully                  | 텔레비전 애니메이션 영화, 목소리 출연                                         |
| 2008 | 10월 13일 ~ 12월 8일 | 마이 온 워스트 에너미           | 잭 스파이비            | 9화중 4화, 9화는 출연하지 않음                                                |

## 수상
| 연도 | 상                                           | 부문                                                                      | 출연 작품                    | 결과 |
| ---- | -------------------------------------------- | ------------------------------------------------------------------------- | ---------------------------- | ---- |
| 2005 | 젊은 예술가상                                | "Best Performance in a Feature Film - Young Lead Actor"                   | 샤크보이와 라바걸의 모험 3-D | 후보 |
| 2009 | 스크림 어워드                                | "Male Breakout Performance"                                               | 트와일라잇                   | 수상 |
| 2009 | MTV 무비 어워드                              | "Best Breakthrough Performance - Male"                                    | 트와일라잇                   | 후보 |
| 2009 | 틴 초이스 어워드                             | "Choice Fresh Face - Male"                                                | 자신                         | 수상 |
| 2010 | 피플즈 초이스 어워드                         | "Favorite Breakout Actor"                                                 | 뉴문                         | 수상 |
| 2010 | 키즈 초이스 어워드                           | "Favorite Movie Actor"                                                    | 뉴문                         | 수상 |
| 2010 | 키즈 초이스 어워드                           | "Cutest Couple" (with 크리스틴 스튜어트)                                  | 뉴문                         | 수상 |
| 2010 | 골든 라즈베리 상                             | "최악의 스크린 커플상" (with 크리스틴 스튜어트)                           | 뉴문                         | 후보 |
| 2010 | 젊은 예술가상                                | "Best Performance in a Feature Film - Young Lead Actor"                   | 뉴문                         | 후보 |
| 2010 | MTV 무비 어워드                              | "Best Kiss" (with 테일러 스위프트)                                        | 발렌타인 데이                | 후보 |
| 2010 | 틴 초이스 어워드                             | "Male Hottie"                                                             | 자신                         | 수상 |
| 2010 | 틴 초이스 어워드                             | "Red Carpet Fashion Icon - Male"                                          | 자신                         | 수상 |
| 2010 | 틴 초이스 어워드                             | "Choice Smile"                                                            | 자신                         | 수상 |
| 2010 | 틴 초이스 어워드                             | "Choice Movie Actor: Fantasy"                                             | 이클립스                     | 수상 |
| 2010 | 틴 초이스 어워드                             | "Choice Movie: Liplock" (with 테일러 스위프트)                            | 발렌타인 데이                | 후보 |
| 2010 | 틴 초이스 어워드                             | "Choice Movie: Chemistry" (with 테일러 스위프트)                          | 발렌타인 데이                | 후보 |
| 2010 | 스크림 어워드                                | "Best Fantasy Actor"                                                      | 이클립스                     | 후보 |
| 2010 | 니켈로디언 오스트레일리안 키즈 초이스 어워드 | "Fave Kiss" (with 테일러 스위프트)                                        | 이클립스                     | 후보 |
| 2010 | 니켈로디언 오스트레일리안 키즈 초이스 어워드 | "Hottest Hottie"                                                          | 자신                         | 수상 |
| 2011 | 피플즈 초이스 어워드                         | "Favorite Movie Actor"                                                    | 이클립스                     | 후보 |
| 2011 | 피플즈 초이스 어워드                         | "Favorite On-screen Team" (with 로버트 패틴슨, 크리스틴 스튜어트)         | 이클립스                     | 수상 |
| 2011 | 골든 라즈베리 상                             | "Golden Raspberry Award for Worst Actor"                                  | 이클립스 & 발렌타인 데이     | 후보 |
| 2011 | 골든 라즈베리 상                             | "Golden Raspberry Award for Worst Ensemble"                               | 이클립스                     | 후보 |
| 2012 | 골든 라즈베리 상                             | "Golden Raspberry Award for Worst Actor"                                  | 브레이킹 던 - 1부 & 어브덕션 | 후보 |
| 2012 | 골든 라즈베리 상                             | "Golden Raspberry Award for Worst Screen Couple" (with 크리스틴 스튜어트) | 브레이킹 던 - 1부            | 후보 |
| 2012 | 골든 라즈베리 상                             | "Golden Raspberry Award for Worst Ensemble"                               | 브레이킹 던 - 1부            | 후보 |
| 2012 | 키즈 초이스 어워드                           | "Favorite Buttkicker"                                                     | 브레이킹 던 - 1부            | 수상 |